# Montader Madjed
Montader Madjed (Jönköping, 24 de abril de 2005) es un futbolista sueco, nacionalizado iraquí, que juega en la demarcación de delantero para el Hammarby Fotboll de la Allsvenskan.

## Selección nacional
Hizo su debut con la selección absoluta de Irak el 6 de enero de 2024 en un encuentro amistoso contra Corea del Sur que finalizó con un resultado de 0-1 a favor del combinado surcoreano tras el gol de Lee Jae-sung.

## Clubes
| Club               | País   | Año       | Partidos | Goles |
| ------------------ | ------ | --------- | -------- | ----- |
| Varbergs BoIS      | Suecia | 2021-2022 | 10       | 0     |
| Hammarby Talang FF | Suecia | 2022-2023 | 17       | 5     |
| Hammarby Fotboll   | Suecia | 2022-     | 39       | 8     |